# Dourlers
Dourlers est une commune française, située dans le département du Nord en région Hauts-de-France.

## Géographie
Dourlers se situe dans le sud-est du département du Nord (Hainaut) en plein cœur du parc naturel régional de l'Avesnois.
L'Avesnois est connu pour ses prairies, son bocage et son relief un peu vallonné dans sa partie sud-est (début des contreforts des Ardennes), dite « petite Suisse du Nord ».
En fait, Dourlers fait partie administrativement de l'Avesnois, géologiquement des Ardennes, historiquement du Hainaut et ses paysages rappellent la Thiérache.
La commune se trouve à 100 km de Lille (préfecture du Nord), Bruxelles (Belgique) ou Reims (Marne), à 45 km de Valenciennes, Mons (B) ou Charleroi (B) et à 7 km d'Avesnes-sur-Helpe (sous-préfecture).
Le village est bordé par les communes de Bas-Lieu, Floursies, Semousies.
La Belgique et le département de l'Aisne se trouvent à 15 km.
Dourlers est placée sur l'axe routier connu qu'est la RN 2 (route nationale 2) reliant Paris à Bruxelles (via Laon, Avesnes-sur-Helpe, Maubeuge).

### Communes limitrophes
|                         | Éclaibes | Floursies |
| Saint-Aubin             | Dourlers | Beugnies  |
| Saint-Hilaire-sur-Helpe | Bas-Lieu | Semousies |

### Hydrographie

#### Réseau hydrographique
La commune est située dans le bassin Artois-Picardie. Elle est drainée par la Tarsy, le ruisseau d'Eclaibes, le ruisseau Des Marquettes, le Cense du Temple, le ruisseau de la Braquenière et un autre petit cours d'eau,.
La Tarsy, d'une longueur de 15 km, prend sa source dans la commune de Beugnies et se jette  dans la Sambre canalisée à Leval, après avoir traversé huit communes. 

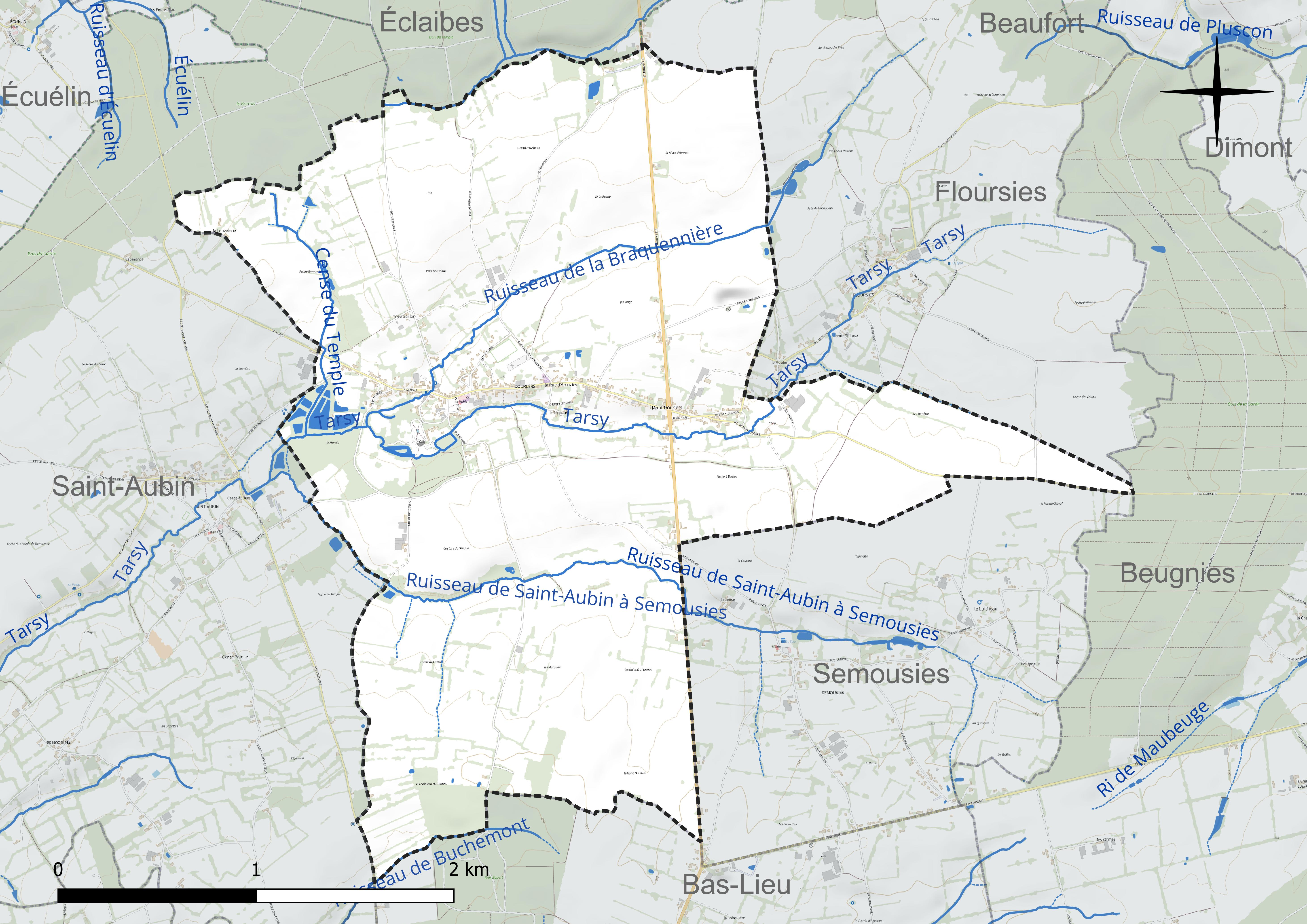
Réseau hydrographique de Dourlers.

Un plan d'eau complète le réseau hydrographique : l'étang de la Buse (0,7 ha),.

#### Gestion et qualité des eaux
Le territoire communal est couvert par le schéma d'aménagement et de gestion des eaux (SAGE) « Sambre ». Ce document de planification concerne un territoire de 1 253 km2 de superficie, délimité par le bassin versant de la Sambre. Le périmètre a été arrêté le 1er novembre 2003 et le SAGE proprement dit a été approuvé le 21 septembre 2012, puis modifié le 18 août 2022. La structure porteuse de l'élaboration et de la mise en œuvre est le syndicat mixte du Parc naturel régional de l'Avesnois. 
La qualité des cours d'eau peut être consultée sur un site dédié géré par les agences de l'eau et l'Agence française pour la biodiversité. 

### Climat
Pour des articles plus généraux, voir Climat des Hauts-de-France et Climat du Nord.
En 2010, le climat de la commune est de type climat des marges montargnardes, selon une étude du CNRS s'appuyant sur une série de données couvrant la période 1971-2000. En 2020, Météo-France publie une typologie des climats de la France métropolitaine dans laquelle la commune est exposée à un climat océanique altéré et est dans la région climatique  Nord-est du bassin Parisien, caractérisée par un ensoleillement médiocre, une pluviométrie moyenne régulièrement répartie au cours de l'année et un hiver froid (3 °C). 
Pour la période 1971-2000, la température annuelle moyenne est de 9,8 °C, avec une amplitude thermique annuelle de 14,8 °C. Le cumul annuel moyen de précipitations est de 888 mm, avec 12,8 jours de précipitations en janvier et 10,3 jours en juillet. Pour la période 1991-2020, la température moyenne annuelle observée sur la station météorologique la plus proche, située sur la commune de Saint-Hilaire-sur-Helpe à 5 km à vol d'oiseau, est de 10,5 °C et le cumul annuel moyen de précipitations est de 802,4 mm,. Pour l'avenir, les paramètres climatiques de la commune estimés pour 2050 selon différents scénarios d'émission de gaz à effet de serre sont consultables sur un site dédié publié par Météo-France en novembre 2022.

## Urbanisme

### Typologie
Au 1er janvier 2024, Dourlers est catégorisée commune rurale à habitat dispersé, selon la nouvelle grille communale de densité à sept niveaux définie par l'Insee en 2022.
Elle est située hors unité urbaine. Par ailleurs la commune fait partie de l'aire d'attraction de Maubeuge (partie française), dont elle est une commune de la couronne,. Cette aire, qui regroupe 65 communes, est catégorisée dans les aires de 50 000 à moins de 200 000 habitants,.

### Occupation des sols
L'occupation des sols de la commune, telle qu'elle ressort de la base de données européenne d'occupation biophysique des sols Corine Land Cover (CLC), est marquée par l'importance des territoires agricoles (91,1 % en 2018), une proportion identique à celle de 1990 (91,1 %). La répartition détaillée en 2018 est la suivante : 
prairies (46,2 %), terres arables (41,8 %), zones urbanisées (6,6 %), zones agricoles hétérogènes (3,1 %), forêts (2,3 %). L'évolution de l'occupation des sols de la commune et de ses infrastructures peut être observée sur les différentes représentations cartographiques du territoire : la carte de Cassini (XVIIIe siècle), la carte d'état-major (1820-1866) et les cartes ou photos aériennes de l'IGN pour la période actuelle (1950 à aujourd'hui).

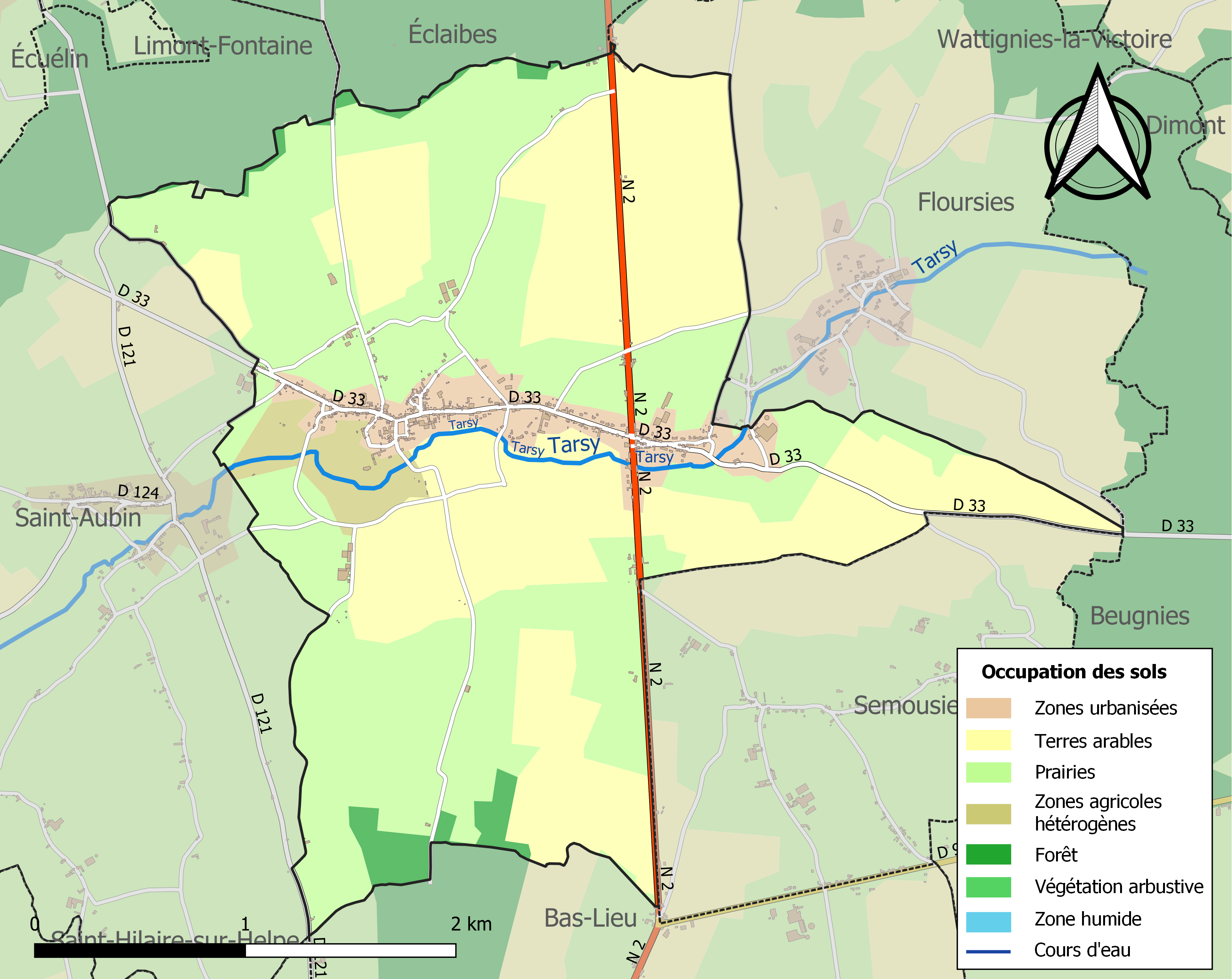
Carte des infrastructures et de l'occupation des sols de la commune en 2018 (CLC).

## Toponymie
Le nom de la localité est attesté sous les formes Durlerum en 1111 (cartulaire de l'église de Cambrai) ; Dourleers en 1186 (J. de Guise, 339) ; Dorleir en 1189 ; Dorlers, Durler en 1206 (cart. de l'abb. d'Alne) ; Dorler en 1252 (id.) ; Dourlers en 1254 (arch. de la pairie d'Avesnes) ; Dourleis en 1254 (cart. du Hainaut) ; Dourleïs en 1273 (1er cart du Hainaut) ; Dourler en 1324 (2e cart. du Hainaut) ; Dourles en 1324 (id.) ; Dourlers en 1349 (pouillé de Cambrai) ; Dourlai (documents divers),.
- Dorlaar en flamand.

D'après Maurits Gysseling, Dourlers (comme Deurle) est formé des éléments germaniques dura- signifiant « ivraie, mauvaise herbe » et hlǣri « terrain marécageux boisé », qu'on retrouve aussi dans les toponymes Leers ou Hucqueliers. Albert Dauzat y voit le nom de personne germanique Duro, suivi du germanique lar « clairière » (comprendre vieux bas francique *hlār > ancien néerlandais lār, hlār > néerlandais laar « clairière », sorti de l'usage), d'où le terme d'ancien français larris (variante lairis) « lande, bruyère, terrain en friche » resté dans les dialectes d'oïl, dont picard larris « pelouse sèche, lande », normand brayon larris « pâturage ».
Voir aussi Flers

## Histoire
Près du cimetière, se trouve le "mur des Sarazins" dernier vestige de l'aqueduc qui allait de la fontaine de Floursies (devenue fontaine Saint-Elois au XIe siècle) pour alimenter en eau Bavay alors bagacum en passant par Pont-sur-Sambre dont la patronne Notre-Dame de Quartes a été dérobée dans les années 70. Quartes exprimant à l'origine, la notion de croisement entre la Sambre et l'aqueduc.
Avant la Révolution française, Dourlers est le siège d'une seigneurie. Au XVIIIe siècle, elle est détenue par la famille Bady dont Pierre, seigneur d'Aymeries.
Antoine François Bady, fils de Pierre Bady seigneur d'Aymeries et d'Anne Charlotte Bodart, écuyer, est seigneur du Sart de Dourlers, Normont, Arbre, Rouville, et grand bailli d'Avesnes. Il est enterré à Dourlers le 4 aout 1735. Il épouse par contrat du 28 mars 1708 Marguerite de Rouillon de Castagne, fille de François, seigneur d'Arbre, et de Marie Grossaux. Elle meurt en 1768. Le couple a eu 11 enfants.
Antoine François Joseph Bady (1713-1780), fils d'Antoine François, écuyer, seigneur du Sart de Dourlers, nait à Avesnes le 17 mars 1713. Il est nommé grand bailli d'Avesnes le 16 mars 1738, et meurt à Chaumont le 14 octobre 1780. Il épouse d'abord le 22 décembre 1748 Thérèse Josèphe de la Fitte de Caupenne, fille de François, écuyer et de Marguerite Thérèse de Daries, mort en 1749, puis Anne Louise Lamirault de Cerny. Du premier lit, lui nait une fille morte encore enfant.
À la suite de la subdivision des départements français en districts, à compter de 1790, Dourlers devient Chef-lieu de canton du même nom et appartient au district d'Avesnes jusqu'en 1795, date à laquelle les districts sont supprimés par la constitution du 5 fructidor An III (22 août 1795).
En 1793, le tambour Stroh, âgé de 15 ans, y est tué le 15 octobre 1793.
À la suite de la loi du 28 pluviôse an VIII (17 février 1800) qui crée les arrondissements pour remplacer les districts, Dourlers fait partie de l'arrondissement d'Avesnes-sur-Helpe créé au regard de l'arrêté en date du 17 ventôse an VIII. 
Sur Dourlers existait une carrière de marbre dit brèche du Haynaut car ayant quelque ressemblance avec la brèche d'Alep.
Dourlers figure sur les plans du cadastre du Consulat de 1806 et sur ceux du cadastre napoléonien du 1813 et 1868.

## Politique et administration
Maire en 1802-1803 : Antoine Leconte.
Maire en 1807 : Renon.
Maire en 1808 : Leconte.
Maire en 1881 : Desmasures.

Maire en 1939 : Dehon.
| Période                                  | Période                    | Identité           | Étiquette | Qualité                                              |
| ---------------------------------------- | -------------------------- | ------------------ | --------- | ---------------------------------------------------- |
| mars 2001                                | mars 2020                  | Fabrice Piotrowski | LR        | Enseignant Réélu pour le mandat 2014-2020            |
| mai 2020                                 | En cours (au 30 juin 2020) | Freddy Théry       | SE        | Directeur de patrimoine Élu pour le mandat 2020-2026 |
| Les données manquantes sont à compléter. |                            |                    |           |                                                      |

## Population et société

### Démographie

#### Évolution démographique
L'évolution du nombre d'habitants est connue à travers les recensements de la population effectués dans la commune depuis 1793. Pour les communes de moins de 10 000 habitants, une enquête de recensement portant sur toute la population est réalisée tous les cinq ans, les populations de référence des années intermédiaires étant quant à elles estimées par interpolation ou extrapolation. Pour la commune, le premier recensement exhaustif entrant dans le cadre du nouveau dispositif a été réalisé en 2008.

En 2022, la commune comptait 537 habitants, en évolution de −8,21 % par rapport à 2016 (Nord : +0,51 %, France hors Mayotte : +2,11 %).
| 1793 | 1800 | 1806 | 1821 | 1831 | 1836 | 1841 | 1846 | 1851 |
| ---- | ---- | ---- | ---- | ---- | ---- | ---- | ---- | ---- |
| 503  | 517  | 614  | 779  | 738  | 840  | 918  | 915  | 940  |

| 1856 | 1861 | 1866 | 1872 | 1876 | 1881 | 1886 | 1891 | 1896 |
| ---- | ---- | ---- | ---- | ---- | ---- | ---- | ---- | ---- |
| 960  | 950  | 940  | 775  | 729  | 713  | 726  | 716  | 725  |

| 1901 | 1906 | 1911 | 1921 | 1926 | 1931 | 1936 | 1946 | 1954 |
| ---- | ---- | ---- | ---- | ---- | ---- | ---- | ---- | ---- |
| 663  | 654  | 616  | 598  | 610  | 608  | 619  | 694  | 688  |

| 1962 | 1968 | 1975 | 1982 | 1990 | 1999 | 2006 | 2008 | 2013 |
| ---- | ---- | ---- | ---- | ---- | ---- | ---- | ---- | ---- |
| 746  | 748  | 710  | 622  | 582  | 568  | 550  | 545  | 577  |

| 2018 | 2022 | - | - | - | - | - | - | - |
| ---- | ---- | - | - | - | - | - | - | - |
| 554  | 537  | - | - | - | - | - | - | - |

#### Pyramide des âges
La population de la commune est relativement jeune.
En 2018, le taux de personnes d'un âge inférieur à 30 ans s'élève à 34,0 %, soit en dessous de la moyenne départementale (39,5 %). À l'inverse, le taux de personnes d'âge supérieur à 60 ans est de 25,4 % la même année, alors qu'il est de 22,5 % au niveau départemental.
En 2018, la commune comptait 272 hommes pour 282 femmes, soit un taux de 50,9 % de femmes, légèrement inférieur au taux départemental (51,77 %).
Les pyramides des âges de la commune et du département s'établissent comme suit.
| Hommes | Classe d’âge | Femmes |
| ------ | ------------ | ------ |
| 0,7    | 90 ou +      | 0,7    |
| 6,6    | 75-89 ans    | 11,3   |
| 15,1   | 60-74 ans    | 16,3   |
| 21,7   | 45-59 ans    | 19,9   |
| 21,3   | 30-44 ans    | 18,4   |
| 13,2   | 15-29 ans    | 13,1   |
| 21,3   | 0-14 ans     | 20,2   |

| Hommes | Classe d’âge | Femmes |
| ------ | ------------ | ------ |
| 0,5    | 90 ou +      | 1,4    |
| 5,3    | 75-89 ans    | 8,1    |
| 14,8   | 60-74 ans    | 16,2   |
| 19,1   | 45-59 ans    | 18,4   |
| 19,5   | 30-44 ans    | 18,7   |
| 20,7   | 15-29 ans    | 19,1   |
| 20,2   | 0-14 ans     | 18     |

## Culture locale et patrimoine

### Lieux et monuments
- L'église de l'Immaculée-Conception de 1859
- La mairie de 1840
- Le château de Dourlers
- Le kiosque à musique du type kiosque à danser.
- Le monument aux morts.
- Plusieurs chapelles - oratoires disséminées, dont la chapelle Notre-Dame-de-Walcourt (1846), et la chapelle Saint Julien (vestige d'un hospice du XVIe siècle), objet d'une campagne de sauvetage menée par les jeunes bénévoles du Club du Vieux Manoir depuis 2018[39].
- Le cimetière militaire situé au fond du cimetière communal.

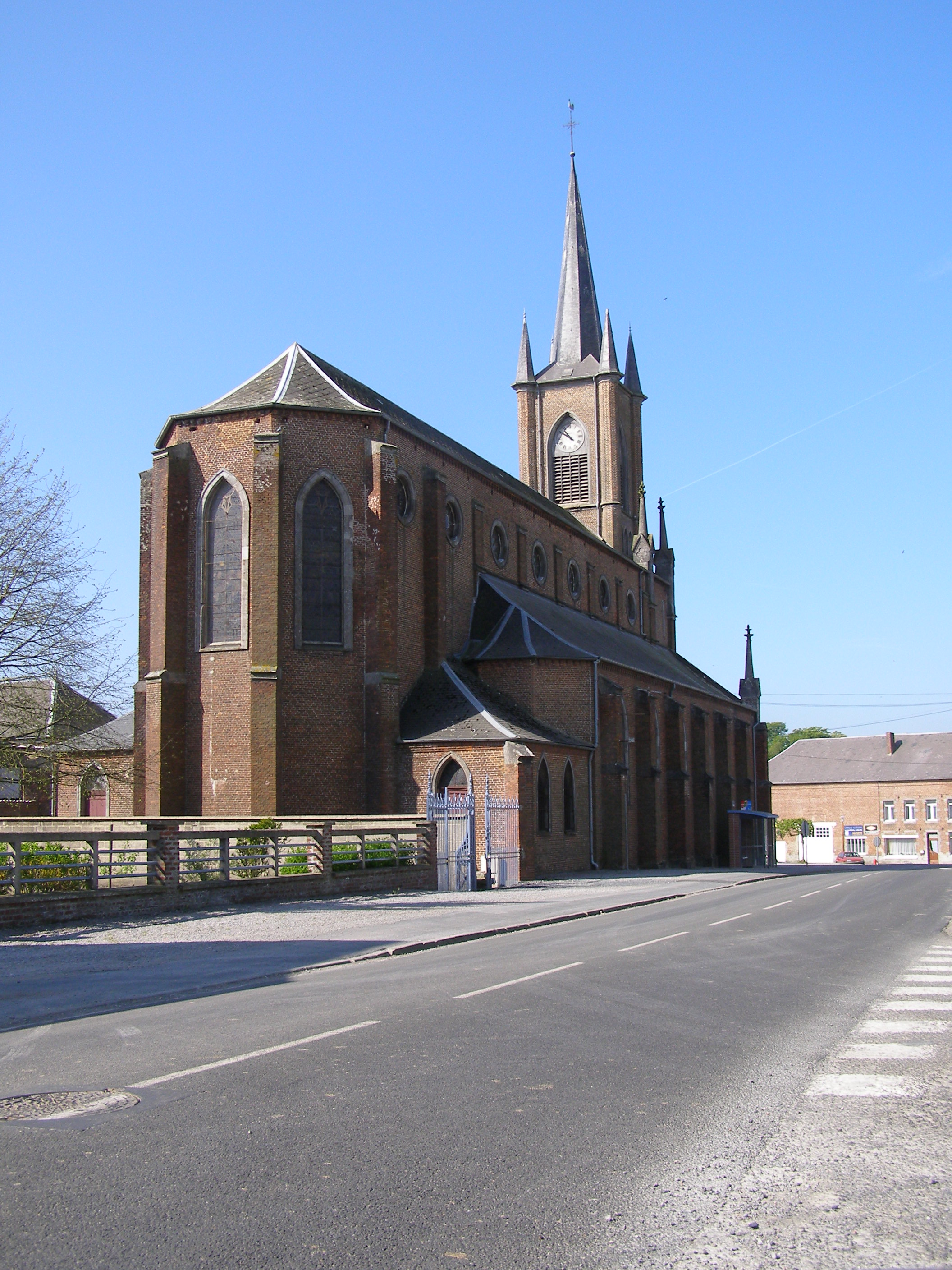
L'église de l'Immaculée-Conception.
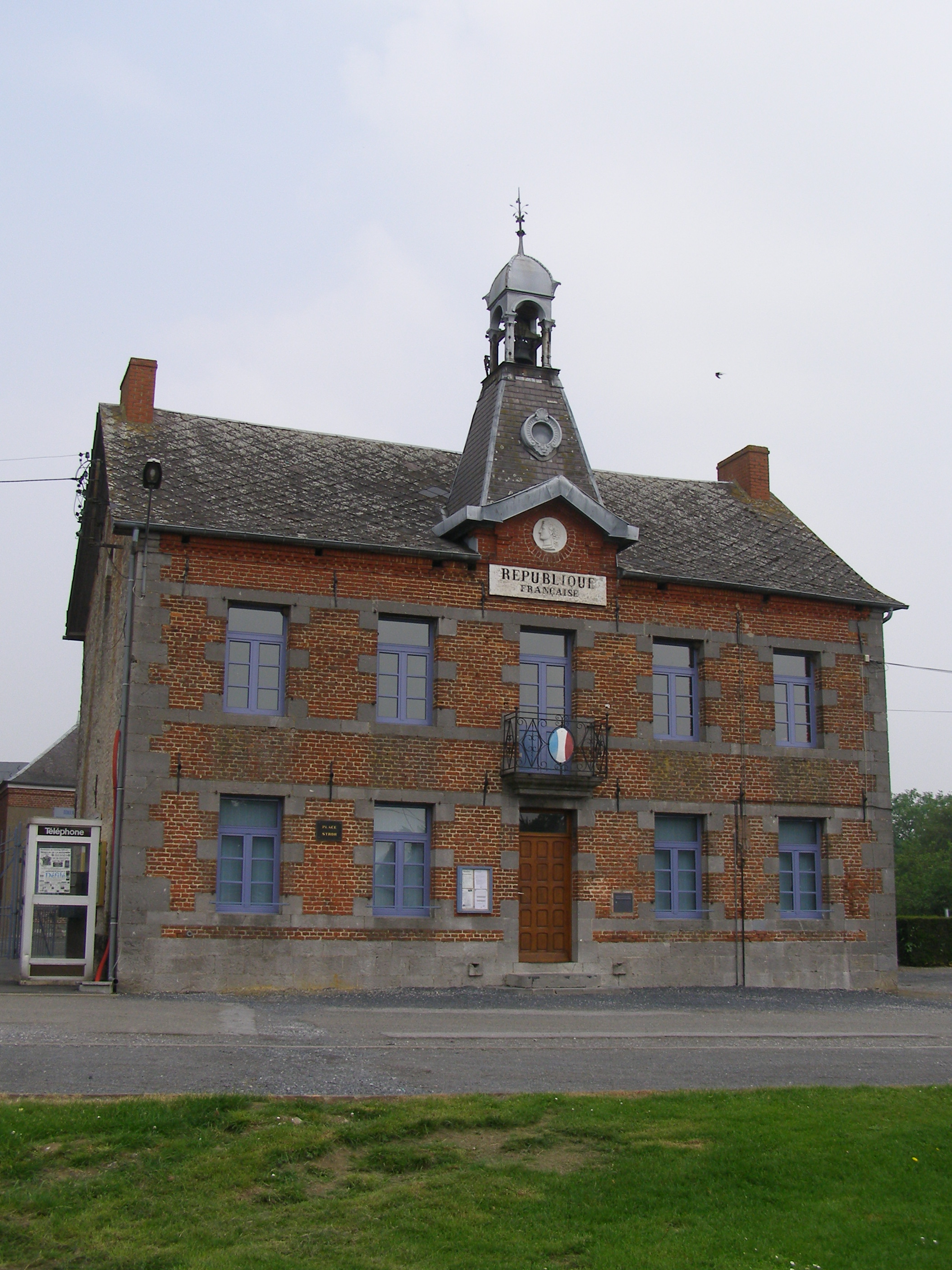
La mairie.
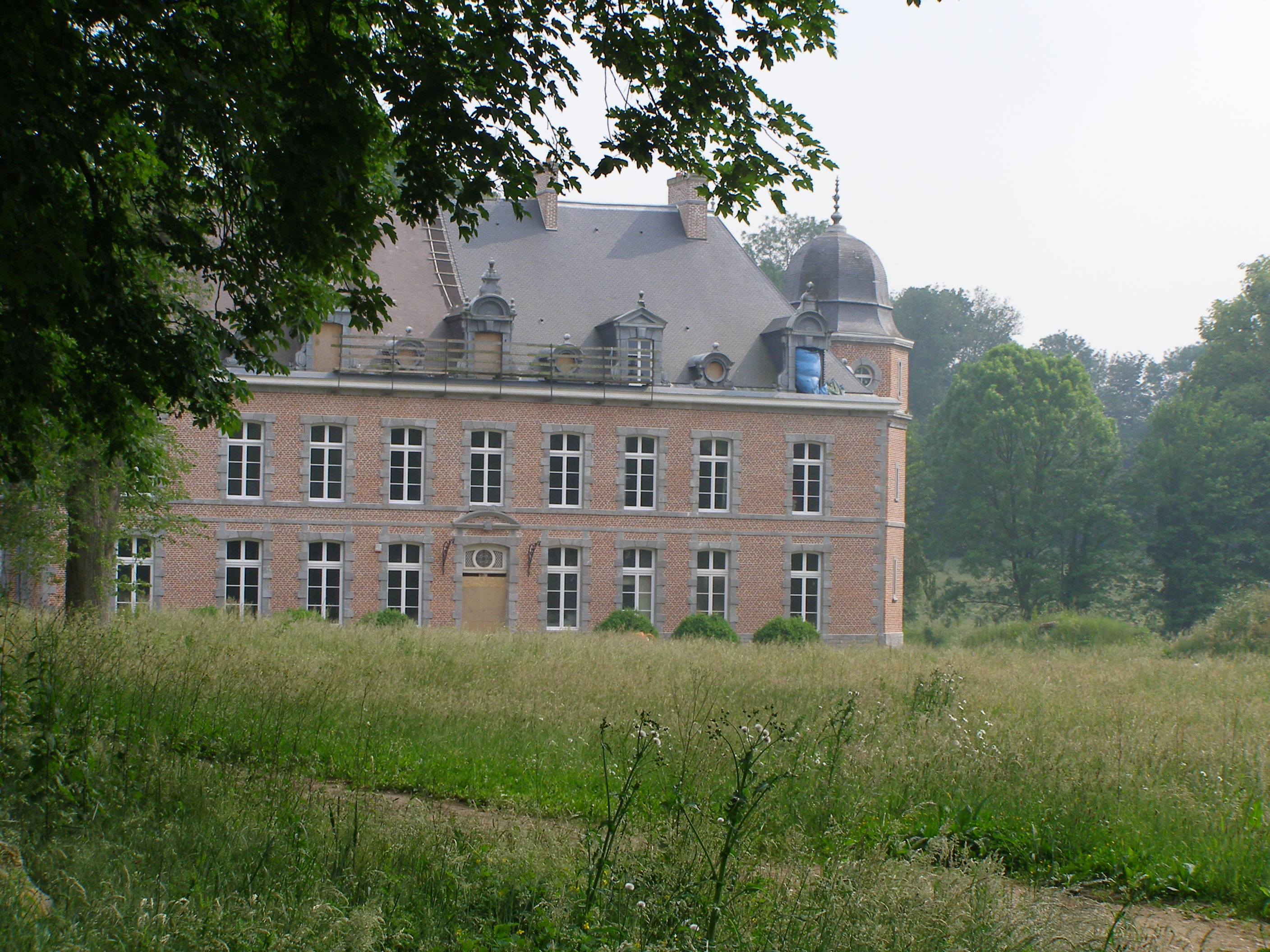
Le château de Dourlers.
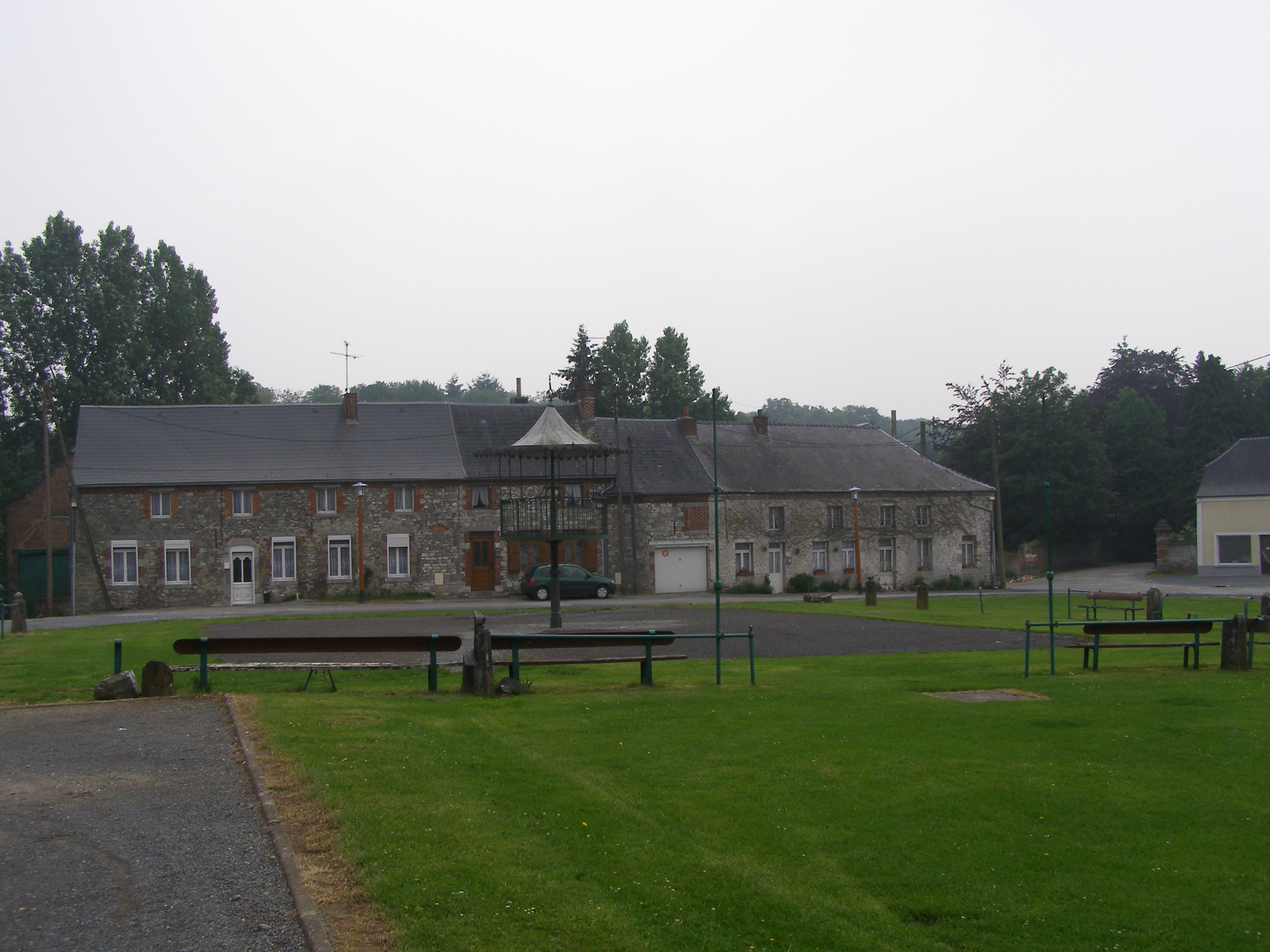
La place.

### Personnalités liées à la commune
- Tambour Stroh

### Héraldique
|  | Les armes de Dourlers se blasonnent ainsi : "D'azur au lion d'or tenant en ses pattes une clef d'argent, le panneton en haut et à dextre". |

## Pour approfondir